# Nokia 3250
Nokia 3250 este un telefon mobil tri-band care rulează pe a treia ediție a Symbian Series 60.

## Descriere
În partea dreaptă a telefonului se află conectorul Pop-port alături de portul de încărcare. În partea stângă a se află camera de 2 megapixeli, situat pe partea de tastaturii rabatabile. Pe partea de jos sunt situate butonul de alimentare și difuzorul. 
Pe partea din spate sunt cele patru butoane dedicate pentru muzică - melodia anterioară , redare/pauză , oprire  și piesa următoare. După rotirea tastaturii pentru modul de cameră se va vedea slotul pentru card microSD.
Camera foto are 2 megapixeli de o rezoluție care este limitat în multe privințe. Nu are bliț și dacă se lucrează cu secțiunea de răsucire atunci va fi dificilă ajungerea la cele două taste pentru a modificarea setărilor. 
Butoanele de redare a muzicii vor fi utilizate pentru zoom și de declanșator foto.
Sistemul Bluetooth are versiunea 1.2 și suportă profilele PC Suite, Headset și Hands Free, acces OBEX și Dial-Up Networking. Clientul de e-mail suportă protocoalele IMAP și POP3.
Player-ul de muzică suportă fișierele MP3, eAAC +, AAC +, M4A, MPEG-4 ACC LC, LTP, MP3, AMR-NB, AMR-WB, MIDI, RealAudio și WMA.
Bateria permite trei ore de convorbiri și un timp de standby nominal de 10 zile. Conform testelor de radiații FCC, Nokia 3250 are un rating de SAR de 0.88 wați pe kilogram.